# Lemkes sel. Witwe (1957)
Lemkes sel. Witwe ist ein deutsches Filmlustspiel aus dem Jahre 1957 von Helmut Weiss mit Grethe Weiser in der Titelrolle. Die Geschichte basiert auf dem gleichnamigen Roman (1907/08) von Erdmann Graeser.

## Handlung
Gemüsehändler-Witwe Else Lemke ist eine patente Geschäftsfrau, die das Herz auf der Zunge trägt und mit ihrem frechen Mundwerk sich durchzusetzen weiß. Wenn der handfesten Frau etwas nicht passt, beispielsweise ihr auf dem Hamburger Obst- und Gemüsegroßmarkt Großhändler Gutsche Preise abverlangt, die ihr deutlich zu hoch erscheinen wie etwa bei seinen Kirschen, dann bügelt sie ihr Gegenüber gern mal mit ihrer Kodderschnauze runter. Dies macht sie eben nicht bei allen beliebt. Als Lore Lemke, Elses Tochter, beim Krötensteiner Kirschenfest zur „Königin“ gewählt wird, echauffieren sich einige unter den Zuschauer über diesen Wahlausgang. Lore entflieht des Nachts dieser Veranstaltung und muss dabei im Dunkeln mehreren Pferden ausweichen, woraufhin sie mit ihrem Auto im Straßengraben landet. Wenig später kreuzt ein waschechter Prinz namens Eduard von Krötenstein, der sich als Pumpenvertreter durchschlägt, den Weg der Schönheitskönigin und hilft ihr bei der Autopanne. Beide verlieben sich rasch ineinander. Da der verarmte Prinz von seinem Chef Herrn Butensack wegen anhaltender Erfolglosigkeit entlassen wurde, darf er bei der Lemke anfangen.
Zusammen mit Lore Lemke peppt er das mehr schlecht als recht laufende Gemüsegeschäft von Lemkes sel. Witwe durch seine Ideen regelrecht auf. Nachdem Else Lemke mit ihrem Schandmaul eine regelrechte Massenkeilerei auf dem Hamburger Obst- und Gemüsegroßmarkt verursacht hat, macht Eduard aus dem Gemüsehandel einen Saftladen, der Ausgepresstes von Gurken, Tomaten und Kohlrabi an den Mann bringt. Eduards Großvater Fürst Krötenstein residiert derweil auf seinem Schloss und spielte am liebsten die Schlacht von Belle-Alliance (Waterloo) nach. Das Geschäftliche für ihn erledigt sein Verwalter Baron Nassen. Der ist ein ziemlich schräger Windhund und bandelt aus purer Berechnung mit Edith Gutsche an, der Tochter des nicht gerade armen Obstgroßhändlers Otto Gutsche vom Beginn des Films. Edith lässt sich vom Adelstitel des Barons blenden, da sie sich sowie für etwas besseres hält, und der Baron erhofft sich, eventuell in eine wohlhabende Familie einheiraten zu können. In der Zwischenzeit hat Else ihrem Schwiegersohn in spe und ihrer Tochter den am schlechtesten laufenden Lemke-Laden überlassen, den sie aus sentimentalen Gründen nicht stilllegen will. Hier sollen sich die beiden als Geschäftsleute bewähren. Die Idee mit den Obst- und Gemüsesäften läuft richtig gut, und bald wirft das kleine Geschäft im Subparterre wieder Gewinn ab. 
Derweil intrigiert Baron Nassen gegen die Lemkes und versucht dem alten Fürsten Krötenstein einzureden, dass die alte Lemke mit der geplanten Eheschließung ihrer Tochter mit dem Fürstenenkel nur auf Titel und ansehen aus ist. Außerdem überredet er den alten Gutsche, 100.000 DM in Krötenstein zu investieren, um dem alten Fürsten letztendlich das Schloss abzuluchsen. Schließlich überredet Nassen auch noch den blanken Fürsten, ihm eine Generalvollmacht auszustellen und Enkel Eduard zu enterben. Else Lemke reist derweil wutschnaubend nach Schloss Krötenstein, um vor dem Alten die Dinge ins rechte Licht zu rücken. Dort trifft sie auf den intriganten Baron und ihren Lieblingsfeind, Otto Gutsche. Es kommt zu einem kurzen Wortgefecht. Später erscheinen im Saftladen ein Fräulein Heinke, später auch noch eine Trudi Nelke. Beide und vier weitere eintrudelnde Frauen erkennen auf einem Zeitungsfoto, auf dem auch Baron Nassen abgelichtet, in dem aalglatten Vermögensverwalter von Burg Krötenstein einen abgefeimten Ganoven und Heiratsschwindler, der in der Vergangenheit unter unterschiedlichen Namen den anwesenden Damen die Ehe versprochen hatte. Else rückt just dann mit den betrogenen Damen auf Krötenstein an, als der falsche Baron seine Verlobungsfeier mit Edith Gutsche ausrichtet. Unter großem Bohei und in Anwesenheit eines Kriminalkommissars wird Nassen alias Schierwitz alias Nusskämper alias Holstein abgeführt. Nun steht der Verlobung von Prinz Eduard und Lore Lemke nichts mehr im Wege. Gutsches Heiratsantrag Else gegenüber lehnt diese aber ab: Else bleibt lieber auch weiterhin Lemkes sel. Witwe.

## Produktionsnotizen
Lemkes sel. Witwe entstand im Frühjahr 1957 in Hamburg-Wandsbek (Atelieraufnahmen), im Hamburger Hafengebiet und auf Schloss Ahrensburg und wurde am 19. Juli 1957 in den Hannoveraner Weltspielen uraufgeführt. 
Helmut Ungerland übernahm die Produktionsleitung. Erich Kettelhut entwarf die von Johannes Ott umgesetzten Filmbauten, Dascha Rowinskaja die Kostüme. Für den Ton sorgte Hans Ebel.
Der 23-jährige Uwe Friedrichsen gab hier mit einem Studentenpart sein Kinofilmdebüt.

## Kritiken
Im Lexikon des Internationalen Films heißt es knapp: „Nur streckenweise witziges, überwiegend flaues Lustspiel, dem nur Grethe Weiser in der Hauptrolle zu einigem Unterhaltungswert verhilft.“
Cinema befand: „Nur die Heldin gibt dem Filmeintopf etwas Pfeffer.“